# PewDiePie’s Tuber Simulator
PewDiePie’s Tuber Simulator — мобильная игра-симулятор, разработанная студией Outerminds Inc. с участием ютубера Пьюдипая (англ. PewDiePie) и вышедшая 29 сентября 2016 года.
Основная идея игры заключается в том, что игрок записывает видеоролики на свой ютуб-канал, для того чтобы набирать просмотры и подписчиков.

## Игровой процесс
Геймплей PewDiePie’s Tuber Simulator издевательски имитирует жизнь ютуберов, похожих на Пьюдипая. Игрок создает видео, которые генерируют «просмотры», валюту, используемую для покупки предметов в магазине и украшения комнаты игрока. Создание видео также позволяет игроку получать подписчиков, что необходимо для разблокировки новых функций и наград. Награды можно получить, выполнив определённое задание, с вознаграждением просмотров и подписчиков, а также других товаров. Игрок также может использовать «баксы» для покупки специальных предметов, таких как одежда, или для увеличения размера комнаты игрока. «Мозги» можно использовать для разблокировки дополнительных функций, например слоты для доставки предметов. Игрок также может принять участие в серии общедоступных конкурсов, каждый из которых имеет тему, соответствующую выбранным комнатам. Участие в конкурсе стоит пять баксов. С недавнего времени игрок может обменять ненужные предметы на особую магическую пыль. Вы можете собрать больше пыли для более дорогих предметов, но как только что-то превратится в пыль, его нельзя будет повернуть назад. Как только будет получено достаточно пыли, пользователь может поменять её на кубы, которые варьируются от оттенков серого до цветных и невидимых. Их можно использовать, чтобы показать пиксельную пыль (название) или создать пиксельную графику с помощью этого — ещё один способ получить пиксельную пыль — это играть в Puggle.

### Мини-игры
Также доступна мини-игра под названием Puggle, напоминающая Патинко, в которую можно играть для ускорения процессов доставки и получения других товаров, таких как шары, содержащие пиксельную пыль (до 100 пикселей в шаре), жук и жетоны яиц. Сколько времени вычитается из доставки игрока, зависит от множителя сокращения доставки, который зависит от того, сколько просмотров они ставят в начале, сколько колышков и пузырьков они ударили и чашу, в которую они приземляются.
В мини-игре с инкубационным яйцом игроки покупают яйцо в раздатчике для яиц и публикуют видео с темой, которую яйцо любит высиживать. Чтобы узнать тему яйца, игроки должны опубликовать видео. После этого, когда игрок нажимает на яйцо, должна быть маленькая иконка, обозначающая тему яйца.
Совсем недавно была добавлена новая мини-игра под названием «Craniac». Это похоже на игру типа стиральной машины, где игроки управляют краном, чтобы захватывать шары, которые содержат эксклюзивные предметы, представления, мозги, жетоны яиц и тому подобное.
В конце мая 2019 года до начала июня проходило мероприятие под названием «Пираты против ниндзя». Логотип приложения был изменён, и теперь на Феликсе смешаны две темы. Было доступно несколько предметов ограниченной серии, и в видео на канале PewDiePie на YouTube-канале он показал комнату с самым высоким рейтингом, в которой использовалась тема «пират против ниндзя».

## Разработка и выпуск
Игра вышла 29 сентября 2016 года на iOS и Android. Игра стала главной загрузкой Apple App Store в день её выпуска, а на следующий день её загрузили более десяти миллионов пользователей.
Во время первого запуска возникли проблемы с сервером

## Оценки
| Иноязычные издания | Иноязычные издания |
| Издание            | Оценка             |
| ------------------ | ------------------ |
| TouchArcade        | [ 6 ]              |

 Что касается игры, то Rolling Stone отметил, «Игра имеет больше общего с игрой Kim Kardashian: Hollywood чем с Game Dev Story» и что «я не был уверен, играю ли я в игру или превращаюсь в аппарат для доения человека». TouchArcade оценил игру на четыре из пяти звезд, заявив, что "с довольно простым, но запутанным и увлекательным геймплеем, в сочетании с фирменным юмором и очарованием PewDiePie, которые непременно получат признание у его миллионов преданных поклонников, игра находится в идеальном равновесии между тем, чтобы не воспринимать себя всерьез, будучи достаточно интригующим, для того чтобы сохранять интерес ещё долго после того, как была куплена первая картонная коробка ".